# Southsea
Southsea ist ein Stadtteil von Portsmouth mit etwa 16.700 Einwohnern in der Grafschaft Hampshire im Süden Englands am Ärmelkanal. Es ist mit seiner Hafenanlage und als Seebad ein mondäner Ort. Bis 2010 war Southsea eigenständiger Civil Parish, seitdem gehört es als Stadtteil zu Portsmouth.

## Lage
Southsea liegt wenige Kilometer südlich von Portsmouth auf der östlichen Seite der Einfahrt zu Portsmouth Harbour. Durch die Ortschaft und entlang des Strandboulevards führt die A288 road. Von hier aus setzen Fähren über zur Isle of Wight bzw. zur Ortschaft Ryde. Der Bahnhof liegt an der Portsmouth Direct Line.

## Geschichte
Vor dem 16. Jahrhundert bestand dort eine Ansammlung von Hütten und Bauernhöfen. Der Ortsteil hat seinen Namen dem Southsea Castle entlehnt, das 1543/1544 auf Veranlassung Heinrichs VIII. nach italienischen Vorbildern erbaut wurde.
Im 19. Jahrhundert hieß das Seebad noch Croxton Town, nach dem früheren Landbesitzer Thomas Croxton.
Vor und während der beiden Weltkriege des 20. Jahrhunderts wurden die Befestigungen verstärkt (siehe Horse Sand Fort). Das Seebad war aber jederzeit beliebt und konnte sich weiter verbreiten.
Heute liegt auch ein Teil des Campus der University of Portsmouth im Gebiet von Southsea.

## Sehenswürdigkeiten
- St Jude’s Church
- Kings Theatre von 1907, denkmalgeschützt (Grade II* gelistet)
- Royal Marines Museum, Teil des Kasinos der früheren Kaserne von 1860
- Naturkundemuseum („Cumberland House“)
- The D-Day Story, Ausstellung zum D-Day mit dem Overlord Embroidery, einer überdimensionalen Textilie, die analog zum Teppich von Bayeux den D-Day nachstellt
- Southsea Common, eine früher vom Militär genutzte Fläche von Grünland, heute Erholungs- und Festivalgelände (Victorious Festival)

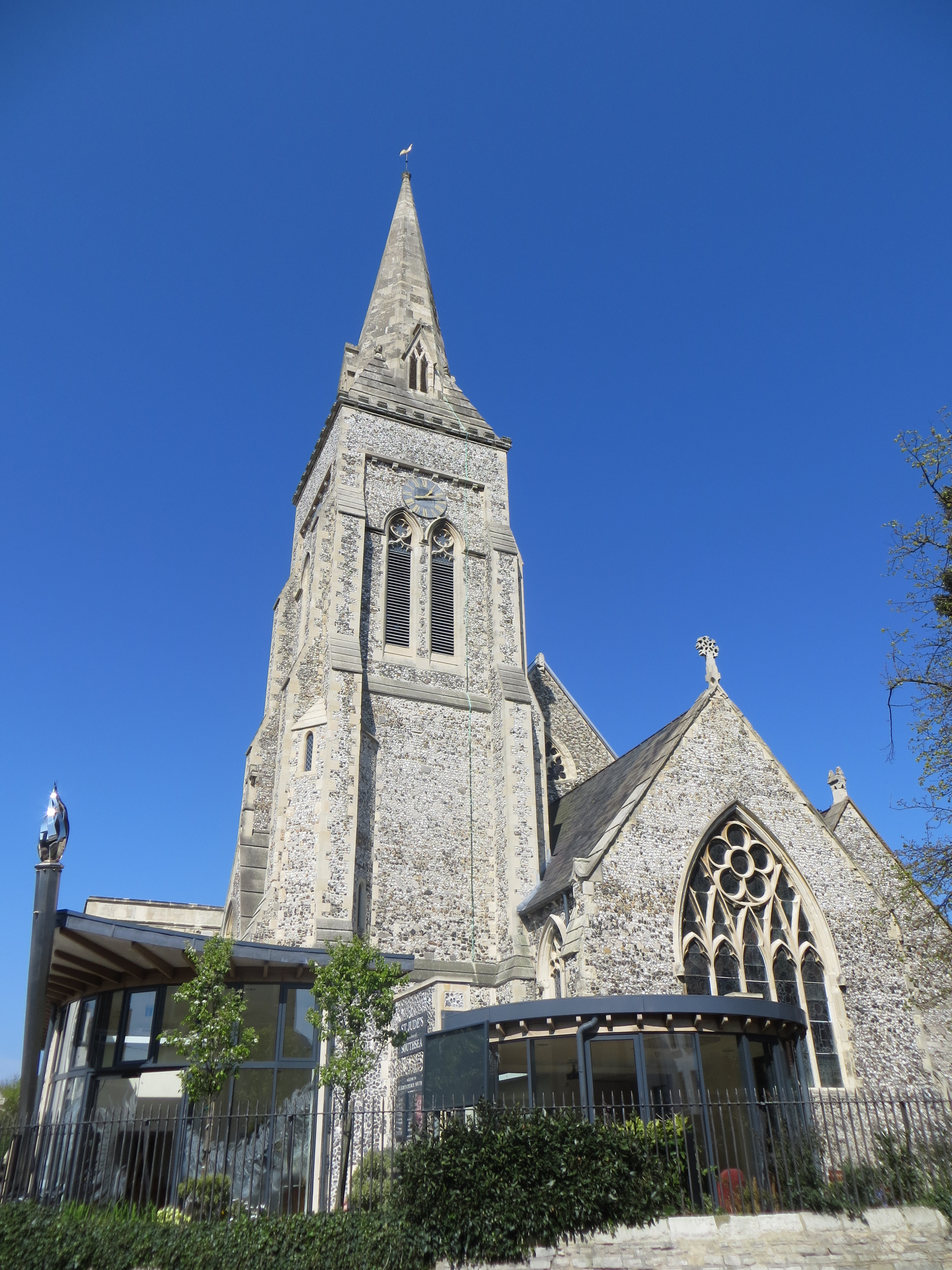
Magdalenenkirche
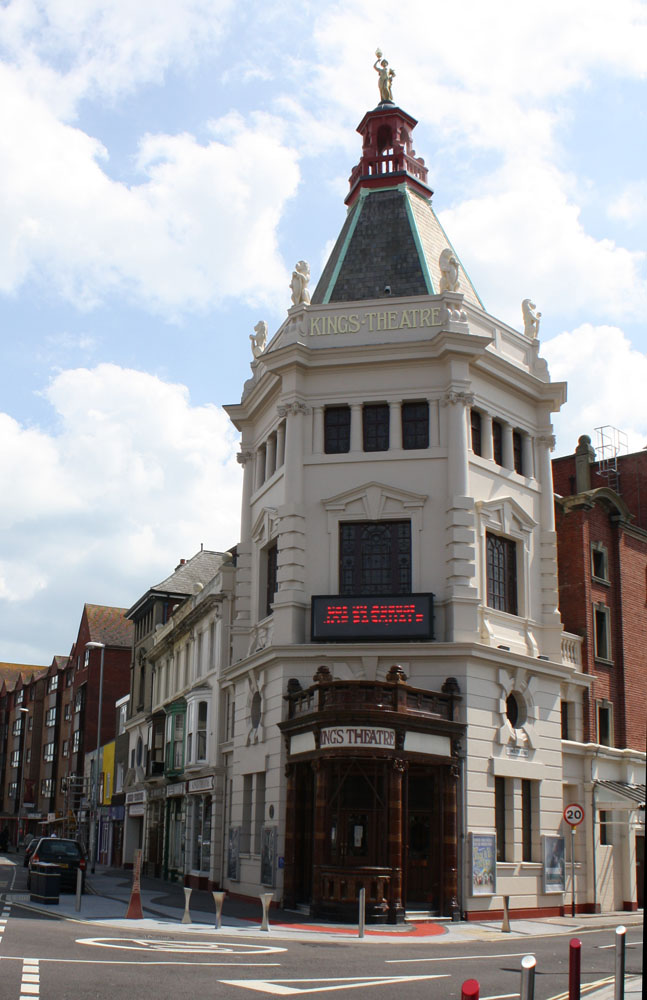
Kings Theatre

## Persönlichkeiten
- Richard Brydges Beechey (1808–1895), Maler, hier gestorben
- William Brooke O’Shaughnessy (1809–1889), Chemiker und Mediziner, hier gestorben
- Mordecai Cubitt Cooke (1825–1914), Biologe, hier gestorben
- Charles Shepherd jun. (1829–1905), Ingenieur, hier gestorben
- Basil Hall Chamberlain (1850–1935), Japanologe
- Arthur Conan Doyle (1859–1930), Schriftsteller (Sherlock Holmes) und Arzt, der von 1882 bis 1890 in Southsea praktizierte
- Rudyard Kipling (1865–1936), Schriftsteller, lebte von 1871 bis 1877 hier
- Ernle Chatfield, 1. Baron Chatfield (1873–1967), Flottenadmiral
- George Marston (1882–1940), Maler und Grafiker
- Edward Fegen (1891–1940), Offizier der Royal Navy
- Kathleen Lockhart (1894–1978), Schauspielerin
- Evelyn Barker (1894–1983), General der British Army
- Lancelot Hogben (1895–1975), Zoologe
- Frances A. Yates (1899–1981), Historikerin
- Jimmy Allen (1909–1995), Fußballspieler
- Bruce Campbell (1912–1993), Ornithologe
- John Ferraby (1914–1973), Autor und Geistlicher der Bahai
- Michael Bent (1919–2004), Schachspieler
- Peter Sellers (1925–1980), Schauspieler
- Peter Harris (1925–2003), Fußballspieler
- Anthony Bryer (1937–2016), Byzantinist
- Paul Jones (* 1942), Musiker
- Fabian Malbon (* 1946), Vizeadmiral der Navy
- Michelle Magorian (* 1947), Schauspielerin
- Jim Al-Khalili (* 1962), Kernphysiker, lebt hier